# Liberation (álbum de Christina Aguilera)
Liberation é o oitavo álbum de estúdio da artista musical norte-americana Christina Aguilera. Lançado através da RCA Records, a sua divulgação ocorreu em 15 de junho de 2018, tornando-se o primeiro material de inéditas da cantora desde Lotus (2012). Atuando como produtora executiva, Aguilera passou quatro anos desenvolvendo o projeto, contando com a participação de uma série de produtores musicais durante esse tempo, incluindo Kanye West e Anderson Paak. O título do disco foi nomeado para se referir ao desejo da artista em se "libertar de qualquer coisa que não fosse sua verdade ou de algum lugar em que se sente sufocada", enquanto sua sonoridade é composta por faixas majoritariamente influenciadas pelo R&B e hip-hop.
O projeto marca o distanciamento da artista da música pop — presente em seus trabalhos anteriores — e após o seu lançamento, foi recebido com opiniões positivas da crítica especializada. Com a maioria dos elogios direcionados aos vocais da artista e a emoção de suas interpretações, também foi considerado como um dos projetos mais independentes de sua carreira. Além disso, foi nomeado como um dos melhores lançamentos do ano por diversas publicações, incluindo Rolling Stone e Cosmopolitan. Comercialmente, o disco chegou à sexta colocação da Billboard 200 dos Estados Unidos e distribuiu cerca de 100 mil unidades no país desde então; em sua estreia pelo mundo, se posicionou entre os três mais comercializados na Espanha, Suíça e Taiwan.
"Accelerate" e "Fall in Line" foram escolhidas como as faixas para auxiliar na divulgação do projeto internacionalmente, mas ambas foram recebidas com um mínimo desempenho comercial nas tabelas musicais em todo o mundo. Além disso, Aguilera se apresentou ao vivo em diversas cerimônias, incluindo na edição anual do Billboard Music Awards, no The Today Show e embarcando em seu primeiro concerto após mais de uma década longe dos palcos, nomeada como The Liberation Tour (2018). No ano seguinte, para a 61.ª cerimônia do Grammy Awards, os temas "Fall in Line" e "Like I Do" foram incluídos na lista de concorrentes pelas categorias de Melhor Performance em Dueto ou Grupo e Melhor Performance de Rap Cantado, respectivamente.

## Antecedentes e desenvolvimento

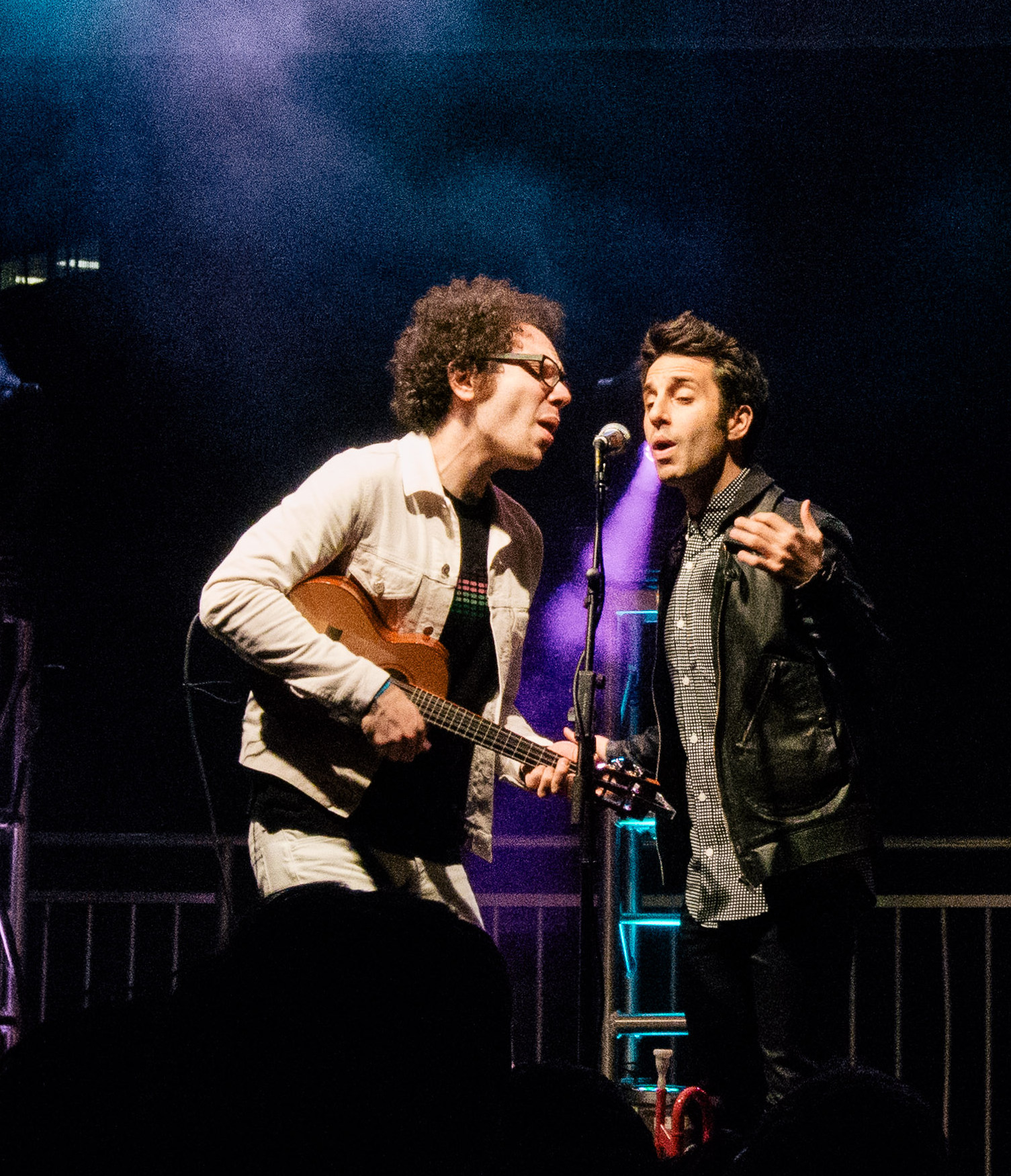
Com a dupla A Great Big World, Aguilera voltou ao topo das tabelas musicais, em 2013.

Em novembro de 2012, Aguilera lançou seu sétimo disco, Lotus, cujo projeto comercializou cerca de 500 mil unidades em território norte-americano e foi certificado como disco de ouro através da Recording Industry Association of America (RIAA). "Your Body" e "Just a Fool" foram escolhidas como as faixas para a divulgação do álbum; ambas foram recebidas com desempenho moderado nas tabelas musicais. Durante o ano de 2013, a artista participou de dois duetos que lhe renderam lugar entre as faixas mais comercializadas da Billboard Hot 100. "Feel This Moment" com o rapper Pitbull foi a primeira delas, alcançando a oitava colocação na parada; "Say Something" com a dupla A Great Big World foi lançada no final do ano, ocupando a quarta colocação e distribuindo cerca de 6 milhões de cópias nos Estados Unidos. Com esta última, Aguilera foi honrada com o Grammy Award de Melhor Performance em Dueto ou Grupo. Em 2014, a cantora se afastou do quadro de jurados do reality-show The Voice para se concentrar na música e em sua família. No ano seguinte, durante uma entrevista para o programa Today, Aguilera afirmou que estava trabalhando em dois discos — um deles em espanhol, marcando como o seu primeiro projeto no idioma desde Mi Reflejo (2000). No mesmo ano, para o programa Extra, ela afirmou sobre um disco específico:
| “ | Eu só tenho que ter certeza de que está certo, pois é [um álbum] genuíno e sincero, e estou muito empolgada para derramar meu coração neste disco totalmente. Eu tenho me reunido e escrito, vindo com ideias incríveis para diferentes modos de como eu estava me sentindo no ano passado, então estou muito animada para vocalizar tudo isso e fazer com que se encaixe. | ” |

No início de 2016, Aguilera retornou ao quadro de jurados da décima temporada de The Voice, onde uma de suas participantes, Alisan Porter, saiu vencedora. Em 16 de junho, a cantora lançou a canção "Change" para arrecadar fundos em benefício das famílias dos assassinados no Massacre de Orlando. Para compor a trilha sonora da série original da Netflix, The Get Down, a artista gravou a faixa "Telepathy", uma parceria com Nile Rodgers. O tema alcançou a primeira colocação na Hot Dance Club Songs, tabela musical feita através da Billboard. No final de 2017, foi reportado pela mídia que, para compor seu então próximo disco, Aguilera havia gravado secretamente um dueto com Pink – com esta confirmando a colaboração. Em fevereiro de 2018, Demi Lovato confirmou os rumores de que havia gravado um dueto com a cantora. Em março do mesmo ano, chegou à internet uma versão demo de faixas chamadas "Masochist" e "Fall In Line", com estas sendo associadas à Aguilera.

## Gravação e produção
O processo de gravação do disco foi iniciado no começo de 2014. Nos primeiros estágios, o primeiro produtor confirmado no projeto Pharrell Williams — com a cantora afirmando que ambos haviam trabalhado em uma canção em especial que ela se apaixonou. No início de 2015, Aguilera confirmou que ainda estava em processo de composição, além de reunir músicas que seriam eventualmente gravadas. Além disso, confirmou que estava trabalhando com Linda Perry, sua colaboradora de longa data. Em novembro de 2017, a cantora afirmou que já estava "adicionando os toques finais" do disco; no entanto, no mesmo mês, Tayla Parx confirmou que havia entrado em estúdio com a artista, Da Internz, Kanye West e PartyNextDoor. Mais tarde, Aguilera relatou que havia conhecido West no estúdio Shangri La, propriedade de Rick Rubin, quando o mesmo estava encerrando seu disco, The Life of Pablo (2016). Sobre West, ela comentou: "Eu sempre fui uma grande fã de Kanye. Fora desses, você sabe, seus aspectos controversos, eu acho que ele é um grande artista, um criador de músicas e batidas. Os artistas que ele escolhe para arrancar diferentes histórias de vida são bastante interessantes". Além de produzir "Accelerate" — primeira canção de trabalho do disco —, ele produziu a faixa "Maria", escolhida por Aguilera como a sua favorita do projeto.
Em setembro de 2017, Aguilera retornou ao estúdio de gravação para trabalhar com Mark Ronson e Anderson Paak. A artista mencionou como foi trabalhar com Paak, cujo artista colaborou como produtor de duas faixas presentes no projeto, afirmando: "Eu e ele nos conectamos muito bem. Ele estava tipo, 'Oh, eu costumava assistir você no Total Request Live (TRL)'. Ele é um ótimo letrista, cantor de soul e rapper, além de um assassino na bateria". Durante uma entrevista para a revista Billboard, Aguilera afirmou que havia trabalhado em uma composição com Julia Michaels e que seu dueto com Demi Lovato era "ardente". Sobre a escolha de Lovato para a canção, a artista alegou: "Nós passamos por alguns nomes de cantoras. Eu precisava de uma cantora com um alto registro vocal e ela conseguiu levar a faixa para um outro nível. Eu quase chorei quando a ouvi pela primeira vez na música". Jon Bellion confirmou que ele era o produtor por trás de "Fall in Line", além de revelar que Beyoncé havia demonstrado interesse na faixa anteriormente. Além disso, Aguilera afirmou que durante o processo de desenvolvimento do disco havia convidado Cardi B e Childish Gambino para integrar nos trabalhos do disco; no entanto, ela foi "desencorajada" por um produtor de trabalhar com a primeira, enquanto Gambino estava ocupado com as gravações da série Atlanta e não houve tempo para materializar a colaboração. Em junho de 2018, foi especulado que o piloto de Fórmula 1, Lewis Hamilton, seria o vocalista desconhecido presente na faixa "Pipe", mas nenhum dos artistas confirmaram.

## Música e letra
De acordo com a revista Billboard, Liberation é um um disco "inspirado no hip-hop e R&B". Aguilera comentou sobre a sonoridade do projeto, afirmando: "Para mim, não há nada mais incrível do que uma batida de hip-hop [...] No final do dia, eu sou uma cantora de soul. Quando você tira as palavras 'estrela popular' e muitas das coisas que eu fiz, cantar com a alma é onde meu núcleo, minha raíz e meu coração estão". O álbum inicia-se com a faixa "Liberation", composta por uma sequência orquestral, enquanto "Searching for Maria" é uma breve introdução de Aguilera interpretando algumas linhas "How Do You Solve a Problem Like Maria?", composta por Richard Rodgers e Oscar Hammerstein II para o musical The Sound of Music (1959). A terceira faixa, "Maria", fala abertamente sobre "crise de identidade" em uma audaciosa mixagem do motown com o hip-hop, contendo vocais de Michael Jackson ao fundo. "Sick of Sittin'" é uma canção enérgica de rock com influência do funk que se assemelha à trabalhos de Janis Joplin, onde Aguilera expressa "insatisfação sobre a relação da fama e do dinheiro".
A quinta faixa, "Dreamers", é uma introdução onde jovens garotas expressam seus desejos futuros; enquanto "Fall in Line" — em parceria com Demi Lovato — é descrita como um "hino feminista" enraizado na música soul, harmonizada por trompete e fliscorne. Foi descrita por críticos como uma versão revitalizada de "Can't Hold Us Down" (2003), composta por Aguilera. Com participação de Keida e Shenseea, "Right Moves" é um tema inclinado entre trap e dancehall, com influencias do reggae, onde as artistas cantam "sobre o sexo". Com "Like I Do", uma faixa inspirada pelo hip-hop e R&B, Aguilera discursa sobre se "aventurar em um romance com um amante mais jovem e menos bem-sucedido", sendo iniciada por um verso do rapper GoldLink. "Deserve" é uma lenta e explosiva canção de música eletrônica, onde a cantora narra "as formas como sabota seu próprio relacionamento". Em "Twice", Aguilera "pondera entre o pecado, perdão e a redenção" acompanhada apenas de um piano, com inclinação para a música gospel.
A décima primeira canção do disco, "Accelerate" — parceria com os rappers Ty Dolla Sign e 2 Chainz — é um tema moderno de hip-hop com forte energia para os clubes repleta de "letras sugestivas". Inspirada ao som do trap combinada com teclados, "Pipe" é uma característica faixa de R&B que tem como narrativa convidar o amante para uma noite de sexo, recebendo comparações aos trabalhos de R. Kelly e Drake. "Masochist" é uma canção de música pop dos anos 1980s acionada por sintetizadores, onde Aguilera canta sobre "as dificuldades de se recuperar e colocar fim em um relacionamento abusivo", tema que se assemelha a sua canção "Walk Away" (2002). A última faixa do disco, "Unless It's with You", é uma memorável balada romântica ao piano sobre "se casar com a pessoa que você sempre sonhou".

## Capa, título e lançamento
No final de março de 2018, Aguilera foi fotografada por Zoey Grossman para compor a capa da revista Paper. Na sessão de fotos, a artista aparecia livre de qualquer maquiagem ou manipulação fotográfica, afirmando durante a entrevista: "Eu sempre fui alguém que obviamente gosta de experimentar, adoro teatro, criar um enredo e interpretar um personagem no vídeo ou em um palco. Eu sou uma artista, é quem eu sou por natural. Mas eu estou em um lugar, mesmo musicalmente, onde é um sentimento libertador poder retirar tudo e apreciar quem você é e sua beleza crua". Em 3 de maio, Aguilera disponibilizou ao público a capa de seu então próximo disco, Liberation, posando com um visual natural em frente à uma câmera, recebendo comparações por parte da mídia com a capa da revista que havia estrelado anteriormente. Em um documentário lançado através de sua conta oficial no YouTube, intitulado "Where's Maria?", a intérprete discorre sobre sua nova imagem, afirmando: "Me desculpe se eu luto em aceitar a beleza que está em mim mesma. Me desculpe por cobrir [minhas] sardas. Me desculpe por esconder [minhas] cicatrizes".
Sobre a escolha do título de seu novo disco, Aguilera afirmou em uma entrevista à Entertainment Weekly que "queria que o título significasse se libertar de qualquer coisa que não fosse sua verdade". Além disso, usou como base o que viveu em seus anos anteriores, concluindo: "Essa constante [se libertar] é algo que eu penso sobre a vida. Toda vez que você se sente sufocado em uma situação em que você sente que não é você mesmo ou que está sendo prejudicado pelas opiniões de outras pessoas, ou quando você sente que está preso em um lugar estagnado. Eu meio que senti que estava dormindo no volante e indo para o piloto automático nos últimos anos, não cumprindo todo o meu potencial e o propósito do porquê estou vivendo nesta terra". O projeto foi lançado oficialmente para todo o planeta em 15 de junho de 2018 para download digital através da iTunes Store. Sua versão em disco de vinil foi disponibilizada em 16 de novembro de 2018, exclusivamente pela Target Corporation.

## Promoção

### Singles
"Accelerate" serviu como a primeira faixa de trabalho na divulgação do projeto. Lançada em 3 de maio de 2018, o tema foi recebido com opiniões polarizadas da crítica especializada, descrita como "fantasticamente estranha" pelo The New York Times e como um dos "lançamentos mais experimentais de [Aguilera] até o momento" através da MTV, a revista Forbes considerou a faixa como "decepcionante". Comercialmente, o tema fracassou em alcançar uma posição na principal tabela musical dos Estados Unidos, a Billboard Hot 100, mas chegou ao topo da Hot Dance Club Songs na semana de 1 de setembro de 2018. Sua melhor colocação foi na Hungria, ocupando o vigésimo segundo lugar. Um videoclipe de acompanhamento da faixa foi dirigido por Zoey Grossman, chegando ao canal oficial da artista no YouTube no mesmo em que foi lançada.
A segunda faixa de trabalho do disco foi "Fall in Line". Apresentada por Aguilera pela primeira vez em um dos quadros do programa The Late Late Show with James Corden, a obra foi lançada oficialmente em 16 de maio de 2018, sendo recebida com aclamação dos críticos de música. Considerada como um dos maiores destaques de Liberation, foi descrita ainda como um "dueto de empoderamento" pela revista Rolling Stone. Por outro lado, assim como "Accelerate", teve um mínimo desempenho comercial nas tabelas musicais em todo o mundo, posicionando-se apenas entre as noventa mais vendidas no Canadá e no Reino Unido. Nos Estados Unidos, alcançou a primeira posição na Bubbling Under Hot 100, extensão da Billboard Hot 100. Em 23 de maio, o videoclipe relacionado à canção foi lançado, sob direção de Luke Gilford.

### Apresentações ao vivo

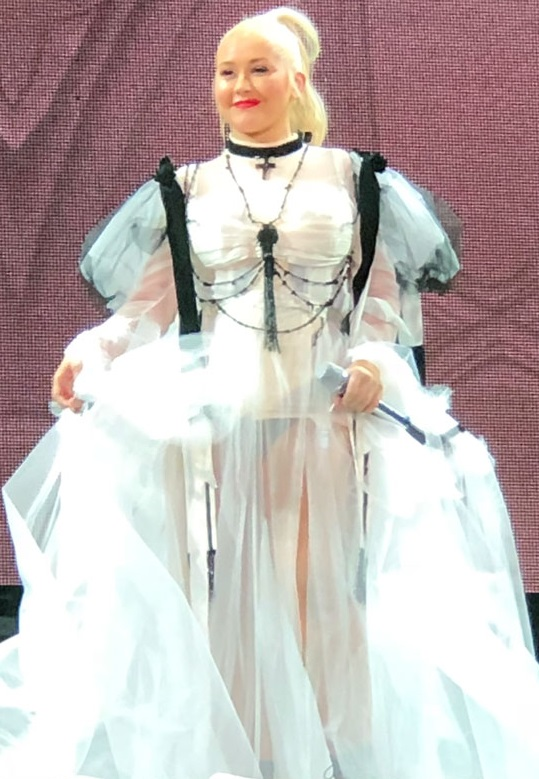
Aguilera em uma apresentação da faixa "Unless It's with You", durante a The Liberation Tour, em 2018.

Para auxiliar na divulgação de Liberation, a artista se apresentou ao vivo em uma série de eventos. Em 29 de abril de 2018, Aguilera acompanhou o Grande Prêmio do Azerbaijão — um dos torneios de Fórmula 1 — e realizou uma apresentação especial após o evento, ocorrido no Baku Crystal Hall, localizado na cidade de Baku. Entre as faixas presentes no repertório, a artista apresentou alguns dos maiores sucessos de sua carreira, incluíndo "Genie in a Bottle", "Beautiful" e "Ain't No Other Man", além de disponibilizar no telão do palco um vídeo promocional de introdução para seu próximo disco, ao final do concerto. Em 20 de maio de 2018, durante a cerimônia anual do Billboard Music Awards, Aguilera realizou uma apresentação da faixa "Fall in Line", acompanhada por Demi Lovato. Em um palco iluminado por luzes vermelhas, as artistas estavam cercadas por dançarinos vestidos como soldados, enquanto ambas trajavam um sobretudo preto e brilhante. Ao final da performance, as cantoras apareciam abraçadas enquanto uma cena do videoclipe gravado para a faixa era exibido no telão do evento. Nomeada como a terceira melhor apresentação daquela noite através da revista Billboard, com elogios centrados nos "vocais impressionantemente melismáticos" de ambas as intérpretes, o tabloide People considerou o dueto como um dos momentos de "maior energia" da cerimônia, ao passo que foi considerada pelo Idolator como a décima sexta melhor apresentação ao vivo daquele ano.
Em 15 de junho de 2018, durante o programa The Tonight Show, Aguilera participou de um quadro com o apresentador Jimmy Fallon, onde ambos se disfarçavam e se apresentavam como anônimos em uma estação do Metrô de Nova Iorque. O número contava com interpretações de "Fighter" e "Think" — uma faixa de Aretha Franklin. No palco do programa, a artista ainda concedeu ao apresentador uma entrevista sobre o novo disco e realizou uma apresentação de "Fall in Line", sem a presença de Lovato. Sobre sua atuação vocal nesta última, Lake Schatz do Consequence of Sound a chamou de "poderosa", além de elogiar a temática de "solidarização feminina" presente no espetáculo. Na interpetação, Aguilera estava vestida com um sobretudo preto completo por riscas brancas e ombreiras, além de estar acompanhada por uma banda ao vivo e um quarteto de dançarinas. No mesmo dia, no Rockefeller Center, a cantora compareceu ao programa Today Show para lançar oficialmente o projeto em uma entrevista com Hoda Kotb, além de realizar uma execução das canções "Fighter", "Fall in Line" e "Can't Hold Us Down" para o público presente no evento. Em 7 de setembro de 2018, Aguilera atuou como o ato musical de um evento da revista Harper's Bazaar, interpretando "Fall in Line" e alguns de seus sucessos anteriores, incluindo "Lady Marmalade" e "Dirrty".

### The Liberation Tour
Em 9 de maio de 2018, Aguilera anunciou através de sua página oficial do Instagram o pôster da turnê de suporte ao seu novo disco, nomeada como The Liberation Tour. O espetáculo contava com 23 datas marcadas em território norte-americano, e uma especial no Canadá. Além disso, foi anunciado que Big Boi — integrante da dupla OutKast — seria a atração de abertura dos concertos. Os ingressos começaram a ser vendidos em 18 de maio e, em parceria com a Live Nation, uma cópia do disco era distribuída a cada ingresso adquirido. Marcada como a sua primeira turnê em uma década desde a Back to Basics Tour (2006–08), Aguilera pediu a ajuda dos fãs através de suas redes sociais para montar o repertório do espetáculo. Para a sua divulgação, a artista deu uma entrevista no programa Jimmy Kimmel Live! em 12 de setembro.
O concerto teve início em 25 de setembro, em Hollywood, e foi recebido com opiniões favoráveis dos críticos. Althea Legaspi do jornal Chicago Tribune elogiou a "produção do espetáculo digna de uma arena" e prezou pela qualidade "crua e terrena" de seus vocais, enquanto a revista Billboard exaultou o repertório "equilibrado" entre as antigas e novas faixas da artista e destacou o ato do tema "Deserve", inspirado pelo quadro A Última Ceia de Leonardo da Vinci, como um dos melhores momentos do show. Em algumas datas, o concerto contou ainda com A Great Big World e Lil' Kim como convidados da atração. A apresentação da artista no Radio City Music Hall, em Nova Iorque, entre os dias 3 e 4 de outubro, atraiu um público de 11 mil espectadores, arrecadando cerca de 1.2 milhões de dólares em bilheteria.

## Recepção

### Crítica profissional
| Críticas profissionais | Críticas profissionais |
| Pontuações agregadas   | Pontuações agregadas   |
| Fonte                  | Avaliação              |
| ---------------------- | ---------------------- |
| Metacritic             | 71/100                 |
| Avaliações da crítica  |                        |
| Fonte                  | Avaliação              |
| AllMusic               | [ 97 ]                 |
| Consequence of Sound   | B–                     |
| Idolator               | [ 44 ]                 |
| The New York Times     | (positiva)             |
| The Observer           | [ 99 ]                 |
| Pitchfork              | 6.7/10                 |
| Rolling Stone          | [ 32 ]                 |
| NME                    | [ 41 ]                 |
| Los Angeles Times      | (positiva)             |
| USA Today              | [ 43 ]                 |

Liberation foi recebido com opiniões positivas por parte da crítica especializada. No Metacritic, que tem como base uma classificação que pode alcançar a nota 100 dos críticos de música, o disco recebeu uma pontuação de 71, após ter sido avaliado por 17 profissionais. Em uma revisão positiva, Brittany Spanos da revista Rolling Stone classificou o projeto como "uma mistura saudável de [canções] de sucesso, baladas poderosas e clássicas que enfatizam as imensas habilidades de Aguilera", considerando que a artista "se encontrava no seu auge". Durante uma avaliação para o The Observer, Alim Kheraj concedeu quatro de cinco estrelas possíveis, considerando o disco como o mais "artisticamente emancipado" da cantora desde Stripped (2002). Mesfin Fekadu do jornal The Washington Post reconheceu Liberation como um dos melhores álbuns do ano, elogiando sua "coesão magistral" e o comparando com The Emancipation of Mimi (2005) de Mariah Carey. Trent Clark do HipHopDX atribuiu uma nota de 3.7 de 5 para o projeto, descrevendo-o como "uma oferta bem calculada de uma lenda viva cujas habilidades continuam intactas".
Stephen Thomas Erlewine do AllMusic discute que embora Liberation pareça ser um projeto pessoal, Aguilera tomou a decisão de "não seguir um caminho fácil" e, mesmo assim, conseguiu "ressoar de forma emocionante". Taylor Dougherty do Consequence of Sound opina que com o projeto, Aguilera "se encaixa na atual paisagem da música pop e recupera um merecido lugar no centro das atenções", além de considerar a faixa "Maria" como "um dos momentos mais introspectivos e reveladores" do álbum. Ao atribuir quatro estrelas de cinco possíveis, Mike Nied do Idolator julga o lançamento como o "mais ambicioso da artista em anos", apesar de concordar que tem "momentos esquecíveis" como "Sick of Sittin'". Jon Pareles do jornal The New York Times destacou que o disco "se move através de extremos" e que "os extravagantes floreios vocais de [Aguilera] se conectam com uma emoção arrebatadora". Claire Lobenfeld do Pitchfork contemplou o projeto com uma nota 6.7 de 10, exaltando que o álbum possui "momentos fortes capazes de criarem um passo promissor na direção à um genuíno renascimento da música pop". Além disso, Lobenfeld destacou que o trabalho tinha potencial semelhante à The Velvet Rope (1997) de Janet Jackson e My Love Is Your Love (1998) de Whitney Houston.
Patrick Ryan do periódico USA Today considerou Liberation como um "álbum de retorno satisfatório", além de destacar a faixa "Unless It's with You" como a mais memorável em termos vocais. Ryan encerra sua crítica afirmando que o projeto "reafirma que Aguilera é uma pioneira da música pop que nunca teve medo de se reinventar". Em uma revisão menos otimista, Sal Cinquemani da Slant Magazine opina que no disco Aguilera "joga frustrantemente pelo seguro com canções suaves" como "Deserve" e "Pipe". Alexis Petridis do The Guardian lamenta a falta de ousadia da artista no disco, considerando que sua reinvenção em cada um de seus trabalhos "era uma de suas facetas mais impressionantes". Escrevendo para o The Daily Telegraph, Neil McCormick opina que a "variedade hiperativa da produção do álbum" o tornava incoerente.

### Reconhecimentos
No final de 2018, Liberation foi reconhecido como um dos melhores projetos do ano. Além disso, em 3 de dezembro, o periódico The Guardian incluiu a faixa "Accelerate" em sua lista das 100 Melhores Canções de 2018, enquanto "Fall in Line" recebeu a mesma honraria em uma lista organizada por críticos da revista Cosmopolitan. Em 14 de dezembro, "Unless It's with You" foi escolhida pela Rolling Stone como a vigésima terceira melhor faixa do ano. Na 61.ª cerimônia do Grammy Awards, "Fall in Line" foi indicada na categoria de Melhor Performance em Dueto ou Grupo, enquanto "Like I Do" recebeu uma nomeação em Melhor Performance de Rap Cantado.
| Publicação            | Lista                           | Pos. | Ref.    |
| --------------------- | ------------------------------- | ---- | ------- |
| Cosmopolitan          | 16 Melhores Álbuns de 2018      | 15   | [ 106 ] |
| Idolator              | 25 Melhores Álbuns de 2018      | 14   | [ 107 ] |
| Gulf News             | 15 Melhores Lançamentos de 2018 | 10   | [ 108 ] |
| National Public Radio | 100 Melhores Álbuns de 2018     | 14   | [ 109 ] |
| Rolling Stone         | 20 Melhores Álbuns Pop de 2018  | 17   | [ 110 ] |

## Alinhamento de faixas
| Edição padrão  |                                             | |                                                                                          |         |  |
| N.º            | Título                                      | Compositor(es) | Produtor(es)                                                                             | Duração |  |
| 1.             | "Liberation"                                | Nicholas Britell | Britell                                                                                  | 1:47    |  |
| 2.             | "Searching for Maria"                       | Richard Rodgers Oscar Hammerstein II |                                                                                          | 0:25    |  |
| 3.             | "Maria"                                     | Aguilera Kanye West Jahron Brathwaite Ross Birchard Ilsey Juber Tayla Parx Che Pope Noah Goldstein Lawrence Brown Linda Glover Horgay Gordy Allen Story | West Pope Hudson Mohawke [a] Goldstein [a]                                               | 4:34    |  |
| 4.             | "Sick of Sittin'"                           | Aguilera Brandon P. Anderson Melvin Henderson Whitney Phillips Janne Schaffer                                                                           | Anderson Paak Mell Beats                                                                 | 4:00    |  |
| 5.             | "Dreamers"                                  | |                                                                                          | 0:36    |  |
| 6.             | "Fall in Line" (com Demi Lovato)            | Aguilera Jon Bellion Audra Mae Mark Williams Raul Cubina Jonathan Simpson                                                                               | Bellion Williams [a] Cubina [a] Mitch Allan [c]                                          | 4:06    |  |
| 7.             | "Right Moves" (com Keida e Shenseea)        | Aguilera Marcos Palacios Bryan Nelson Julia Michaels Justin Tranter Parx Makeida Beckford Chinsea Lee                                                   | Nelson Kosine Pope [a]                                                                   | 3:48    |  |
| 8.             | "Like I Do" (com GoldLink)                  | Aguilera Anderson Sang Hyeon Lee Jonathan Park Parx Phillips D'Anthony Carlos                                                                           | Paak BRLLNT [a] Dumbfoundead [b]                                                         | 4:49    |  |
| 9.             | "Deserve"                                   | Michaels Uzoechi Emenike | MNEK                                                                                     | 4:23    |  |
| 10.            | "Twice"                                     | Kirby Lauryen | Lauryen Sandy Chila [b]                                                                  | 4:02    |  |
| 11.            | "I Don't Need It Anymore (Interlude)"       | Aguilera | Aguilera                                                                                 | 0:54    |  |
| 12.            | "Accelerate" (com Ty Dolla Sign e 2 Chainz) | Aguilera West Mike Dean Pope Lauryen Ronald Brown Ernest Brown Bibi Bourelly Parx Tyrone Griffin, Jr. Tauheed Epps Juber Carlton Mays, Jr.              | West Pope Honorable C.N.O.T.E. [a] Charlie Heat [a] Dean Eric Danchick [b] Goldstein [b] | 4:03    |  |
| 13.            | "Pipe" (com XNDA)                           | Aguilera Lewis Hamilton Pope Rene Hill Sean Seaton Kai Wright                                                                                           | Sango Neenyo Pope                                                                        | 4:05    |  |
| 14.            | "Mosochist"                                 | Aguilera Tim Anderson Darhyl Camper Jr. Juber | Camper Anderson                                                                          | 3:30    |  |
| 15.            | "Unless It's With You"                      | Aguilera Eric Frederic Teddy Geiger Tom Peyton Erik Hassle Gamal Lewis                                                                                  | Ricky Reed                                                                               | 4:17    |  |
| Duração total: | Duração total:                              | Duração total: | Duração total:                                                                           | 49:19   |  |

Notas
- ↑[a]  refere-se a um co-produtor
- ↑[b]  refere-se a um produtor adicional
- ↑[c]  refere-se ao produtor responsável pelos vocais de Demi Lovato

Créditos de demonstrações
- "Maria" contém demonstrações de "Maria (You Were the Only One)", escrita por Lawrence Brown, Linda Glove, Horgay Gordy, Allen Story e apresentada por Michael Jackson.
- "Sick of Sittin'" contém demonstrações de "No Registration", escrita e apresentada por Janne Schaffer.
- "Accelerate" contém demonstrações de "I Like Funky Music" de Uncle Louie e "I Feel So Good Inside", escrita por Ronald Brown, sendo apresentada por The Techniques IV.

## Créditos
Todo o processo de elaboração de Liberation atribui os seguintes créditos pessoais:
- Christina Aguilera – vocalista principal, produção executiva, A&R;
- Mitch Allan – produção vocal;
- Tim Anderson – composição, produção;
- Jon Bellion – composição, produção
- Bibi Bourelly – composição;
- Vinnie Colaiuta – bateria;
- Summer Rain Rutler – vocais;
- XNDA – vocalista convidado, composição;
- Ilsey Juber – vocalista de apoio, composição;
- Charlie Heat – composição, produção;
- Bill Malina – engenharia;
- Neenyo – composição, produção;
- Keida – vocalista convidada, composição;
- Jon Bellion – vocalista de apoio, composição, produção;
- Hudson Mohawke – composição, produção;
- Lily Bratman – vocais;
- Lawrence Brown – composição;
- Roget Chahayed – piano;
- Sandy Chila – produção adicional;
- PartyNextDoor – composição;
- Raul Cubina – composição, produção;
- Eric Danchick – produção adicional;
- Dumbfoundead – composição, produção;
- Honorable C.N.O.T.E. – composição, produção;
- Dylan Dresdow – mixagem;
- Lauren Evans – vocalista de apoio;
- Tim Fain – violino;
- Eric Frederic – composição;
- Chris Galland – engenharia de mixagem;
- Linda Glover – composição;
- Rob Moose – viola, violino;
- 2 Chainz – vocalista convidado, composição;
- Carlitos del Puerto – bateria;
- Horgay Gordy – composição;
- Dave Kutch – masterização;
- Anderson Paak – vocalista de apoio, composição, produção;
- Kosine – composição, produção;
- Ronald Brown – composição;
- MNEK – vocalista de apoio, composição, produção;
- Janne Schaffer – composição;
- Noah Goldstein – composição, produção, engenharia;
- Allen Story – composição;
- Teddy Geiger – composição;
- Sofia Bratman – vocais;
- Jairus Mozee – guitarra;
- Manny Marroquin – mixagem;
- Oscar Hammerstein II – composição;
- Charlotte Elder Groebe – vocais;
- Elizabeth Komba – vocalista de apoio;
- Julia Michaels – composição;
- Ashley Morente – vocais;
- Aria Sage – vocais;
- Erik Hassle – composição;
- Shenseea – vocalista convidada, composição;
- Melvin Henderson – composição;
- Ty Dolla Sign – vocalista convidado, composição;
- Rene Hill – composição;
- Caitlin Sullivan – violoncelo;
- Ryan Svendsen – fliscorne, trompete;
- Ricky Reed – produção, guitarra;
- Tom Peyton – composição;
- Kirby Lauryen – vocalista de apoio, composição, produção;
- Darhyl Camper Jr. – programação, composição, produção;
- Demi Lovato – vocalista convidada;
- Sango – composição, produção;
- Mark Williams – composição, produção;
- Che Pope – composição, produção
- Tayla Parx – vocais de apoio, composição, engenharia;
- Kanye West – composição, produção;
- Oscar Ramirez – engenharia vocal;
- Whitney Phillips – composição;
- Bryan Nelson – programação, composição, produção;
- Keith Naftaly – A&R
- Richard Rodgers – composição;
- GoldLink – vocalista convidado, composição;
- Mell Beats – produção;
- BRLLNT – produção;
- Gamal Lewis – composição;
- Nicholas Britell – composição, produção;

## Desempenho comercial
Liberation foi recebido com desempenho comercial moderado nas tabelas musicais em todo o mundo. Nos Estados Unidos, o disco fez sua estreia na sexta colocação da Billboard 200, comercializando cerca de 68 mil exemplares, tornando-se o sétimo projeto de Aguilera a estrear entre os dez mais vendidos em território norte-americano. Além disso, foi a obra por uma artista feminina mais bem classificada na semana que se encerrou em 30 de junho de 2018. Baseando-se apenas em vendas tradicionais de discos, foi o terceiro mais distribuído naquela semana através da Top Album Sales, façanha que ela não repetia desde Bionic (2010). Com o lançamento de Liberation, Aguilera conseguiu retornar à publicação de Artist 100, elaborada pela revista Billboard, tornando-se a oitava artista mais comentada nas redes sociais na semana. Desde então, foram cerca de 100 mil unidades comercializadas no país. No Canadá, o álbum obteve um desempenho semelhante. Em sua semana de estreia, alcançou a quinta posição na Canadian Albums Chart, convertendo-se como a quinta obra da artista a ocupar um lugar entre os cinco mais comercializados no país.
A obra experimentou desempenho semelhante ao redor da Europa. No Reino Unido, Liberation chegou à décima sétima colocação da UK Albums Chart na semana de 22 de junho, tornando-se a melhor estreia da artista desde Bionic (2010), quando o mesmo estreou na primeira posição da tabela. No entanto, é o segundo projeto da artista com a pior classificação desde sua introdução na música em 1999. O projeto foi recebido com um desempenho superior na Espanha, onde converteu-se como o primeiro disco da artista à estrear no topo da tabela feita pela Productores de Música de España (PROMUSICAE), substituindo Prometo de Pablo Alborán. Na Suíça, chegou ao terceiro lugar em sua parada oficial, tornando-se o quarto material da artista a ocupar lugar entre os cinco mais vendidos no país. Na Alemanha e nos Países Baixos, o álbum teve como sua melhor colocação o décimo primeiro lugar em 23 de junho. Na Rússia, alcançou o primeiro lugar e foi certificado como disco de ouro através da 2M.
Na Coreia do Sul e Hong Kong, Liberation ocupou o primeiro lugar entre os discos internacionais mais vendidos em ambos os países. No Japão, no entanto, alcançou apenas a quadragésima oitava colocação da tabela organizada pela Billboard Japan. Em seu desempenho pela Oceania, o projeto chegou à nona posição da ARIA Albums Chart, tabela oficial da Austrália, onde converteu-se como sua melhor colocação desde Burlesque (2010). Na Nova Zelândia, o álbum permaneceu por apenas uma semana na vigésima terceira posição, acabando por se tornar o segundo menos comercializado da carreira de Aguilera, atrás apenas de Lotus (2012).
| Tabela musical (2018)                            | Melhor posição |
| ------------------------------------------------ | -------------- |
| Alemanha (Offizielle Top 100)                    | 11             |
| Austrália (ARIA Albums Chart)                    | 9              |
| Áustria (Ö3 Austria)                             | 9              |
| Bélgica (Ultratop 50) (Flandres)                 | 13             |
| Bélgica (Ultratop 50) (Valônia)                  | 16             |
| Canadá (Canadian Albums Chart)                   | 5              |
| Coreia do Sul (Gaon International Chart)         | 1              |
| Escócia (Scottish Albums Chart)                  | 16             |
| Eslováquia (IFPI Slovenská Republika)            | 24             |
| Espanha (Productores de Música de España)        | 1              |
| Estados Unidos (Billboard 200)                   | 6              |
| França (Le Top 200 Albums)                       | 59             |
| Grécia (Greek Albums Chart)                      | 22             |
| Hong Kong (Hong Kong International Chart)        | 1              |
| Hungria (Magyar Hanglemezkiadók Szövetsége)      | 19             |
| Irlanda (Irish Recorded Music Association)       | 28             |
| Itália (Federazione Industria Musicale Italiana) | 12             |
| Japão (Japan Hot Albums)                         | 48             |
| Nova Zelândia (Recorded Music NZ)                | 23             |
| Países Baixos (MegaCharts)                       | 11             |
| Polónia (Oficjalna Lista Sprzedaży)              | 24             |
| Portugal (Associação Fonográfica Portuguesa)     | 7              |
| Reino Unido (UK Albums Chart)                    | 17             |
| Chéquia (IFPI Česká Republika)                   | 23             |
| Rússia (Tophit)                                  | 1              |
| Suécia (Sverigetopplistan)                       | 41             |
| Suíça (Schweizer Hitparade)                      | 3              |
| Taiwan (G-Music)                                 | 1              |

| País   | Provedor | Certificação |
| ------ | -------- | ------------ |
| Brasil | PMB      | Ouro         |
| Rússia | 2M       | Ouro         |

## Histórico de lançamento
| País           | Data                   | Formato(s)          | Gravadora   | Ref.           |
| -------------- | ---------------------- | ------------------- | ----------- | -------------- |
| Mundo          | 15 de junho de 2018    | CD download digital | RCA Records | [ 51 ] [ 148 ] |
| Estados Unidos | 16 de novembro de 2018 | Disco de vinil      | RCA Records | [ 52 ]         |